# 前田隆太朗
前田 隆太朗（まえだ りゅうたろう、1995年5月27日 - ）は、日本の俳優。青森県出身。クリオネ所属。

## 出演

### テレビドラマ
- HiGH&LOW〜THE STORY OF S.W.O.R.D.〜 シーズン1 2話（2015年、日本テレビ） - 不良 役

### 配信ドラマ
- 進撃の巨人 ATTACK ON TITAN 反撃の狼煙（2015年、dTV）

### 映画
- 映画舞台「G+B」（2015年）
- デスフォレスト 恐怖の森3（2016年） - セイジ 役
- 女子高（2016年） - 石橋茂 役

### オリジナルビデオ
- ほんとうにあった怖い話 第三十一夜 禁断のあそび チャーリーゲーム （2015年） - チャーリー 役

### 舞台
- 東京俳優市場 2014 冬（2014年11月21日 - 24日、築地本願寺 ブディストホール） - 1話 Bキャスト
- pu-pu-juice兵隊日記 ツムグ」（2015年12月18日 - 27日、中目黒 キンケロ・シアター） - 脱走兵役
- LIVEショー「ONE PIECE LIVE ATTRACTION“2”」（2016年4月 - 2017年4月） - モンキー・D・ルフィ 役
- 舞台 ACCA13区監察課（2017年11月3日 - 11月12日、品川プリンスホテル クラブeX） - ロクステッラ 役[2]
- ミュージカル『テニスの王子様』3rdシーズン（2017年 - 2020年） - 切原赤也 役[3]
  - 青学vs立海（2017年7月14日 - 10月1日、TOKYO DOME CITY HALL 他）
  - 青学vs比嘉（2017年12月21日 - 2018年2月18日、TOKYO DOME CITY HALL 他）
  - TEAM Party RIKKAI（2018年4月5日 - 8日、日本青年館）
  - Dream Live 2018 （2018年5月5日 - 6日、神戸ワールド記念ホール / 5月19日 - 20日、横浜アリーナ）
  - テニミュ文化祭（2018年11月23日 - 24日、池袋・サンシャインシティ ワールドインポートマートビル４階 展示ホールA）
  - 全国大会 青学vs立海 前編（2019年7月11日 - 9月29日、TOKYO DOME CITY HALL 他）
  - 秋の大運動会 2019（2019年10月8日 - 9日、横浜アリーナ）
  - 全国大会 青学vs立海 後編（2019年12月19日 - 2020年2月16日、TOKYO DOME CITY HALL 他）
  - Thank-you Festival 2020（2020年2月26日 - 3月1日、カルッツかわさき ホール）※本人として登壇[4]
- 八王子ゾンビーズ（2018年8月5日 - 19日、TBS赤坂ACTシアター）- 四太 役[5][6]
- 舞台『おおきく振りかぶって 夏の大会編』（2018年9月6日 - 30日、サンシャイン劇場 他） - 市原豊 役[7]
- ミュージカル「ふしぎ遊戯～蒼ノ章～」（2018年10月13日 - 21日、全労済ホールスペース・ゼロ） - 青龍七星士 角宿 役[8]
- Allen suwaru Lab vol.6 〈ノルソル〉（2018年11月27日 - 30日、ひつじ座） - ゲスト出演[9]
- 舞台『探偵東堂解の事件録-大正浪漫探偵譚-』（2019年2月14日 - 18日、千本桜ホール） - 緑山公太郎 役[10]
- ミュージカル「悪ノ娘」- ジョセフィーヌ 役[11]
  - 2019年版（2019年4月6日 - 14日、あうるすぽっと）
  - 2021年版（2021年10月8日 - 12日、草月ホール）
- "ゲーム×演劇"舞台「ゲームしませんか?」（2019年10月30日 - 11月4日、全労済ホール スペース・ゼロ）- 中村シンジ 役[12]
- 斬劇「戦国BASARA」豊臣滅亡（2020年4月10日 - 26日、品川ステラボール 他）- 真田幸村 役
- アナタを幸せにする世界の伝説シリーズ（2020年 - ）[13]
  - アナ伝vol.1「ウェールズの赤竜〜アーサー王伝説〜」（2020年8月19日 - 24日、シアターサンモール）- アグラヴェイン 役
  - アナ伝vol.2「霧の中のノスフェラトゥ〜ドラキュラ伝説〜」（2021年9月16日 - 23日、シアターサンモール）- ヴァン・ヘルシング 役
  - アナ伝vol.3「ジェヴォーダンの怪物〜狼男伝説〜」（2022年10月20日 - 23日、こくみん共済 coop ホール／スペース・ゼロ）- ジャン・シャストル （陸軍少佐・フランス）役
  - アナ伝・ファイナル「ヴィーデン劇場の魔笛〜モーツァルト伝説〜」（2024年9月17日 - 23日、シアターサンモール）- ヨハン・シュトラウスI世 役
- 会話劇『YARNS(ヤーンズ)』～紡ぎ糸/作り話～（2020年10月7日 - 11月23日、浅草九劇 他）- トオル 役[14]
- ミュージカル『新テニスの王子様』（2020年 - ） - 切原赤也 役[15][16]
  - The First Stage（2020年12月12日 - 2021年2月14日、日本青年館ホール 他）
  - Revolution Live 2022（2022年10月6日 - 10日、幕張メッセ 幕張イベントホール）[17]
  - テニミュ秋の合同大運動会2023 (2023年11月14日‐15日、有明アリーナ)
- 舞台『弱虫ペダル』SPARE BIKE篇～Heroes!!～（2021年3月19日 - 28日、サンケイホールブリーゼ 他）- 待宮栄吉 役
- リビングルームミュージカル vol.15  ハッピーウイルス最･前･線 ゆうきとすてきな仲間たち♪春のハッピー歌合戦♪（2021年4月12日）- ゲスト出演
- アカシアの雨が降る時（2021年5月15日 - 6月13日、六本木トリコロールシアター）- 木村陸 役
- 舞台「鬼滅の刃」 - 不死川実弥 役[18]
  - 其ノ弍 絆（2021年8月7日 - 31日、天王洲 銀河劇場 他）
  - 其ノ参 無限夢列車（2022年）- ※映像出演[19]
- ライブ・スペクタクル「NARUTO -ナルト-」（2021年 - ） - 鬼灯水月 役
  - 〜うずまきナルト物語〜（2021年12月4日 - 2022年1月2日、日本青年館ホール 他）
  - 〜忍の生きる道〜（2023年10月8日 - 11月5日〈予定〉、KAAT神奈川芸術劇場 他）[20]
- 舞台『無人島に生きる十六人』（2022年4月15日 - 4月24日、こくみん共済 coop ホール／ スペース・ゼロ） - 杉田傳 役
- ざんねん系おもタメミュージカル『ざんねんないきもの事典～いきものたちの逆襲～』（2022年8月18日 - 28日、あうるすぽっと）[21]
- 特殊ミステリー歌劇『心霊探偵八雲』-呪いの解法-（2024年2月21日 - 3月3日、品川プリンスホテル クラブeX） - 松永弦太 役[22]
- 女の友情と筋肉 THE MUSICAL -幸せの上腕二頭筋-（2024年5月17日 - 6月9日、なかのZERO 大ホール 他） - 謎の先輩 役[23]
- 舞台『鬼神の影法師』-玲瓏万華篇-（2024年6月13日 - 23日、あうるすぽっと） - 鬼匡 役（日替わりゲスト）[24]
  - 舞台『鬼神の影法師』-千年双月篇-（2025年1月9日 - 21日、あうるすぽっと）[25][26]
- ミュージカル「刀剣乱舞」和泉守兼定 堀川国広 山姥切国広 参騎出陣 〜八百八町膝栗毛〜（2024年8月11日 - 18日、SkyシアターMBS / 8月24日 - 9月1日、TACHIKAWA STAGE GARDEN）[27]
- 反乱のボヤージュ（2025年5月6日 - 16日、新橋演舞場 / 6月1日 - 8日、大阪松竹座） - 沖田 役[28]
- Multi-Unit Apartment（2025年8月1日 - 11日〈予定〉、品川プリンスホテル クラブeX） - アヴァ 役[29]

### ラジオ
- 「渋谷のラジオの学校」（2017年3月14日・2018年5月28日・11月19日、渋谷区コミュニティFM） - ゲスト出演[30][31]

### MV
- flumpool「解放区」[32]

### イベント
- 「前田隆太朗 2018.04-2019.03 カレンダー発売記念イベント」（2018年3月17日、渋谷文化ファッションインキュベーション）[33]
- 「ISAWA TAKUMA TALK&LIVE ≪HOME≫」（2018年6月16日、江古田Buddy）- ゲスト出演
- 「TAKA OOYABU Connecting the Life 2018”大薮丘バースデーイベント 」（2018年8月26日、南麻布セントレホール）- ゲスト出演
- 「磯野大バースデーイベント【平成最後の誕生日】」（2018年12月14日、武蔵野公会堂）- ゲスト出演
- 「前田隆太朗 2019.04-2020.03 カレンダー」発売記念イベント（2019年3月17日、日仏会館ホール）
- 「前田隆太朗 Birthday Events!!~23歳と24歳を同時に祝えるよ~ 」（2019年5月26日、WATERRAS COMMON HALL ワテラスコモンホール）
- ミュージカル「悪の娘」DVD上演イベント（2019年8月22日、UDX THEATER）
- 「吉澤翼 BIRTHDAY PARTY 2019 ～Time has wings～」（2019年9月15日、東京カルチャーカルチャー） - ゲスト出演
- 「前田隆太朗 2020.04-2021.03カレンダー」発売記念イベント（2020年1月13日、日仏会館ホール）
- 「前田隆太朗 BirthdayEvent 2020」（2020年8月30日、浜離宮朝日ホール・小ホール）
- 「2021RYUTATO MAEDA FC Online Greeting」（2021年1月17日）
- 「前田隆太朗 2021.04-2022.03 カレンダー」発売記念Webトーク＆サイン会（2021年2月20日、dlc.tokyo）
- 「前田隆太朗 2021.04-2022.03 カレンダー」発売記念イベント（2021年4月3日、東京-渋谷 HMV&BOOKS SHIBUYA）
- 「ココアとポン酢のDream Match！アッ！と驚くChemical Reaction！！ココポー－ーンズ！！」（2021年6月27日、日本橋公会堂）

### ネット配信映像
- 公式前田館｜前田館だけのおトクな大薮（2020年4月6日～、ニコニコ生放送）
- 「眠らない羊たちの朗読会」
  - 第１回朗読会 『天使が通る』＆『彼に似合う職業』（2020年5月21日、ニコニコ生放送）
  - 第２回朗読会 『愛、愛、愛。』＆『お願い、神様！』 （2020年6月10日、ニコニコ生放送）
  - 第４回朗読会 『深海のカンパネルラ』 （2020年6月28日、ニコニコ生放送）
- ミュージカル『テニスの王子様』Dream Stream（2020年11月15日 - 21日、SUPERLIVE by OPENREC） - 切原赤也 役[34]

### 広告
- 「ABCマート2016年決算在庫一掃セール」TVCM（2016年）

### 雑誌
- 「Star Creators! PLUS stamp! act_05」定本楓馬×前田隆太朗 対談（2017年7月28日発売号、カドカワエンタメムック）
- 「オトメディア 10月号」阿久津仁愛×前田隆太朗 対談（2017年9月8日発売号、学研プラス）
- 「Prince of STAGEvol.7」探偵東堂解の事件録-大正浪漫探偵譚（2019年4月22日発売号、ぶんか社ムック）
- 「Sparkle vol.38」内海啓貴（日吉 若役）×前田隆太朗（切原赤也役） 特別対談(2019年10月31日発売号、メディア・ボーイ）